# アキバ系彼女
『アキバ系彼女』（あきばけいかのじょ）はテックアーツ傘下のアダルトゲームブランド「G.J?」から2003年10月24日に発売された18禁アドベンチャーゲームである。また、廉価版が2004年10月29日に、DVD-PG版が2005年3月11日に発売された。

## 概要
G.J?ブランド製作の第一弾。
いわゆるアキバ系を主題にしたアダルトゲームである。劇中のセリフには様々な作品のパロディがちりばめられているのも特徴。また、おっぱいにかなりこだわって作られており、登場するヒロインのほとんどがかなりの巨乳で、オフィシャルや各種通販サイトのキャラクター紹介にバストサイズのみが掲載されているほど。

## ストーリー
主人公の新堂二貴太はオタク文化をこよなく愛するアキバ系青年。そんな彼も現実の女性に一目惚れする。しかし現実の女性に関して疎い彼はその女性を同じアキバ系に染めることを思いつく。

## キャラクター
新堂 二貴太（しんどう にきた）
本作の主人公。根っからのアキバ系。学院の第二雑学究明部に入部し、さらにアキバ度を深めていく。
蒼井 恋（あおい れん）
声：西田こむぎ
主人公が一目惚れする女性。実はある秘密を持っている。
木乃葉 鳩子（このは はとこ）
声：歌織
名字は違うが主人公の「姉」。すでに一人暮らしをしている。表はきっちりしている分、自分の部屋では雑。
新堂 鳴（しんどう めい）
声：寧々
主人公の「妹」（義妹）。着やせするタイプで結構巨乳。義兄である主人公を実の兄以上に好いており、女性のことで嫉妬して時々ぐれる。
秋吉 珠恵（あきよし たまえ）
声：草柳順子
天然系のキャラで浮いている雰囲気を持つ。眼鏡を掛けていることが多い。ヒロインの中では一番の巨乳。
岬 蓮香（みさき れんか）
声：蓮香
『岬 鉄子』という芸名で声優活動をしている女性。計算が高いツンデレ系キャラ。ヒロインの中では唯一ものすごい巨乳ではなく、普通のバストサイズである。同じG.J?が制作した『7人のオンラインゲーマーズ』や、同じテックアーツ傘下のOLEが制作した『転娘!? よく転ぶドジっ娘たち』などにも登場する。

## スタッフ
- 原画：佐野俊英
- シナリオ：んじゃが倫也

## アニメ
- Milky制作のアダルトアニメ。2巻と3巻との間には1年8か月のブランクが空いている。
  - さーくる1（第1巻） 2004年7月25日発売
  - さーくる2（第2巻） 2004年10月25日発売
  - さーくる3（第3巻） 2006年6月25日発売
  - THE BEST（総集編） 2006年11月25日発売